# 데이비드 골드
데이비드 골드(David Gold, 1936년 9월 9일 ~ 2023년 1월 4일)는 영국의 기업인으로, 골드 그룹 인터내셔널의 경영자이자 잉글랜드 프리미어리그의 웨스트 햄 유나이티드의 공동 구단주로 한때 재산이 550만 파운드에 달했으나 최근 크게 하락해 2009년 현재 《선데이 타임스》 발표 300만 파운드로 영국에서 178위이다.

## 일생과 경력
골드 그룹 인터내셔널의 경영자로 소매 업체와 란제리 회사, 성인 잡지 회사, 인쇄 및 유통 기업 등을 소유하고 있으며, 2007년 데이비드 설리번과 함께 잉글랜드 프리미어리그의 버밍엄 시티 FC를 인수해 구단주로 있었으나 2009년 매각하고 2010년 1월 데이비드 설리번, CB 홀딩과 함께 웨스트 햄 유나이티드의 지분 30%를 인수해 공동 구단주가 되었다.
2005년 작가 밥 해리스와 함께 자서전 〈퓨어 골드〉를 썼으며, 2008년 동생 랄프 골드에게 점유율을 물려주었다.

## 같이 보기
- 버밍엄 시티 FC
- 웨스트 햄 유나이티드 FC